# Composetia
Composetia is een geslacht van borstelwormen uit de familie van de zeeduizendpoten (Nereididae).

## Soorten
- Composetia budaiensis Hsueh, 2018
- Composetia irritabilis (Webster, 1879)
- Composetia kumensis Sato, 2020
- Composetia marmorata (Horst, 1924)
- Composetia scotiae (Berkeley & Berkeley, 1956)
- Composetia tokashikiensis Sato, 2020